# Корягин, Пётр Корнилович
Пётр Корнилович Корягин (1905—1982) — участник Великой Отечественной войны, старшина понтонной роты 44-го моторизованного понтонно-мостового батальона 2-й понтонно-мостовой бригады 46-й армии 2-го Украинского фронта, старший сержант, Герой Советского Союза.

## Биография
Родился 1 (14) сентября 1905 года в селе Новый Тукшум ныне Шигонского района Самарской области в семье служащего. Русский. Образование начальное. Работал лесником и помощником лесничего.
В Красной Армии в 1926-1929 годах и с января 1942 года. Окончил школу младших командиров. В боях Великой Отечественной войны с декабря 1942 года.
Старшина понтонной роты 44-го моторизованного понтонно-мостового батальона (2-я понтонно-мостовая бригада, 46-я армия, 2-й Украинский фронт) старший сержант Пётр Корягин 4 декабря 1944 года при форсировании реки Дунай 108-й стрелковой дивизией в районе населённого пункта Сигетуйфалу, расположенного в 20-и километрах южнее венгерской столицы — Будапешта, командуя расчётом понтона, высадил десант пехоты на пристань города Эрд и, воспользовавшись замешательством противника, повёл бойцов в атаку.
В результате смелых и решительных действий отважного воина-понтонёра гитлеровцы были выбиты из траншей первой позиции и советскими пехотинцами под командованием старшего сержанта Корягина П. К. захвачен плацдарм на правом берегу Дуная.
В 1945 году старшина Корягин П. К. демобилизован. Работал лесничим в селе Новодевичье Шигонского района. Затем жил в городе Куйбышеве.
Скончался 28 декабря 1982 года. Похоронен на кладбище «Лесное» в посёлке Управленческий города Самара.

## Награды
Указом Президиума Верховного Совета СССР от 24 марта 1945 года за образцовое выполнение боевых заданий командования на фронте борьбы с немецко-фашистскими захватчиками и проявленные при этом мужество и героизм старшему сержанту Корягину Петру Корниловичу присвоено звание Героя Советского Союза с вручением ордена Ленина и медали «Золотая Звезда» (№ 6382).